# سوسة التمر الهندي
سوسة التمر الهندي (الاسم العلمي:Sitophilus linearis) (بالإنجليزية: tamarind weevil)‏ هي نوع من الحشرات يتبع جنس سوسة الحبوب من الفصيلة السوسية الحقيقية.